# Houesville
Houesville è un comune francese soppresso del dipartimento della Manica nella regione della Normandia. Il 1º gennaio 2016 è confluito nel nuovo comune di Carentan-les-Marais.

## Società

### Evoluzione demografica
Abitanti censiti